# 57-я кавалерийская дивизия
57-я кавалерийская дивизия, войсковое соединение Вооружённых Сил СССР в Великой Отечественной войне.

## История
Сформирована в сентябре-октябре 1941 года в Фергане (САВО). Соединение формировалось в рамках реализации постановления ГКО СССР № 459сс от 11.08.1941  Архивная копия от 12 декабря 2011 на Wayback Machine. Передислокация дивизии на советско-германский фронт началась в ноябре 1941 года. Директивой Ставки ВГК № 4299 от 02.11.1941 передислоцирована из Ферганы в Колышлей; директивой Ставки ВГК от 24.11.1941 передислоцирована из Колышлея в Кензино. В действующую армию дивизия поступила 05.12.1941 года.
В период войны дивизия постоянно действовала на Западном фронте и приняла участие в наступательной фазе Битвы за Москву. В составе 10-й армии участвовала в Тульской наступательной операции (06 — 07.12.1941); затем дивизия принимала участие в Белёвско-Козельской операции (20.12.1941— 05.01.1942) и в Можайско-Вяземской наступательной операции Западного фронта (10.01—28.02.1942). Соединение было расформировано 21.03.1942, личный состав обращён на укомплектование 1-й гвардейской кавалерийской дивизии.

## Подчинение
- 10-я армия Западного фронта — с 6 по 24.12.1941
- 1-й гвардейский кавалерийский корпус Западного фронта — с 24.12.1941 по 21.03.1942

## Состав
- 212-й кавалерийский полк
- 218-й кавалерийский полк
- 225-й кавалерийский полк
- 61-й конно-артиллерийский дивизион
- 61-й артиллерийский парк
- 43-й отдельный полуэскадрон связи
- 31-й медико-санитарный эскадрон
- 57-й отдельный эскадрон химической защиты
- 41-й продовольственный транспорт
- 236-й дивизионный ветеринарный лазарет
- 925-я полевая почтовая станция
- 988-я полевая касса Госбанка

## Командиры
01.08.1941—03.02.1942 Муров, Иван Ильич, полковник